# J.O.PROJECT
J.O.PROJECTは、EboryRecord5によるプロデュースで、2013年に結成され、ジェームス小野田（米米CLUB）らが参画しかつて存在した音楽エンタ―テインメント・プロジェクト名である。現在、マジシャン坂本一魔、神戸在住のシンガ―ソングライターRinana、和をテイストとした暁バンドなどを擁するTEAM DREAM ENERGYに名称を変更して活動を継続中。

## 概要
特定のジャンルには特化せず、カバー曲、オリジナル曲の制作および演奏を行う。公演規模によりアメーバのごとく変化する演奏メンバーは特に固定されていない。企業・団体テーマソングの制作にも積極的である。
神戸・サンテレビガールズテーマソング「Forever and ever KOBE」を制作提供し、同曲は2017年現在サンテレビにて放送中である。

## ディスコグラフィ
- BLUE SOUL（発売日：2014年7月23日、規格：12cm CDシングル、品番：RKCP-5224）[2]

## 楽曲提供
- Forever and ever KOBE（サンテレビガールズテーマソング）[3]

## 主な出演

### ライブ・イベント
- J.O.PROJECT結成ライブ 二子玉川ライズ　協賛:バカルディジャパン、ホンダカーズ東京中央  2013.05.01[4]
- 東京サマーランド なつた2013～2016[5]
- ぐりーんうぉーく多摩 7周年記念(2014)～9周年記念(2016)[6]
- 阪急西宮ガーデンズ&JR甲子園口ほんわか商店街 ライブ&サイン会 2014.07.27[7]
- イオンモール北戸田 北戸田音楽祭 by 山野楽器 2014.08.12 [8]
- たまプラーザテラス ライブ&サイン会 by 山野楽器 2014.08.30[9]
- 伊豆シャボテン公園グループ「伊豆ぐらんぱる公園」ライブ&サイン会 2014.8.15[10]
- Gathering Neo by SPACE SHOWER MUSIC@表参道GROUND 2014.09.10[11]
- イクスピアリ イルミネーション点灯式 ライブ&サイン会 （新星堂） 2014.11.01[12]
- 日比谷野外音楽堂（小） ご当地鍋フェスティバルライブ 2014.12.05[13]
- マハラジャミュージックフェスティバル@品川プリンスホテルクラブeX　2015.02.01[14]
- としまえん緑のビアガーデン 2015.08.26[15]
- 三原綱木ジョイントコンサート@神奈川県民ホール 2015.09.17[16]
- 岩船山クリフステージ#16 出演/石井竜也、J.O.PROJECT 2016.05.01[17]
- その他、渋谷JZ Brat、表参道GROUNDなど主に都内ライブハウスでオリジナル公演を行っている。

### テレビ番組
- 2時コレ知っとぉ!?（サンテレビ）